# Paróquia de Webster
A Paróquia de Webster é uma das 64 paróquias do estado americano da Luisiana. A sede da paróquia é Minden, e sua maior cidade é Minden.
A paróquia possui uma área de 1 593 km² (dos quais 51 km² estão cobertas por água), uma população de 41 831 habitantes, e uma densidade populacional de 27 hab/km² (segundo o censo nacional de 2000). 